# Nikolai Reek
Nikolai Reek   (Tallinn, 1 de febrer de 1890 - Usólie, 8 de maig de 1942) va ser el comandant militar estonià durant la Guerra d'Independència d'Estònia.
El 1910 es va graduar a l'Acadèmia Militar Chuguyev. Va participar en la Primera Guerra Mundial, el 1917 es va graduar a l’Acadèmia Militar Imperial Nicholas. Reek es va unir a les unitats d'Estònia el 1917 i va ser cap d'estat major fins a la dissolució d'aquestes unitats. Després d'això va organitzar la Lliga de Defensa a Virumaa. A la Guerra d'Alliberament d'Estònia, Reek va ser primer comandant del 5è regiment al Front Viru, el gener de 1919 es va convertir en cap d'estat major de la 1a divisió, a l'abril es va convertir en cap d'estat major de la 3a divisió. Reek va jugar un paper important a l'hora de guanyar la guerra contra la Baltische Landeswehr. El setembre de 1919 va assolir el grau de coronel i va exercir com a cap d'estat major del Front Viru. Després de la guerra, Reek va servir repetidament en llocs de Cap d'Estat Major, Ministre de Defensa i Comandant de la 2a Divisió. El 1938 Reek va ser ascendit a tinent general. El 1939 va ser nomenat ministre de Defensa al gabinet de Jüri Uluots. El 1941 les autoritats d'ocupació soviètiques van arrestar a Reek empresonat a Usollag i l'any següent el van executar.
Reek va rebre l’Orde militar letó de Lāčplēsis, 2a classe.